# Philipp Würzburger

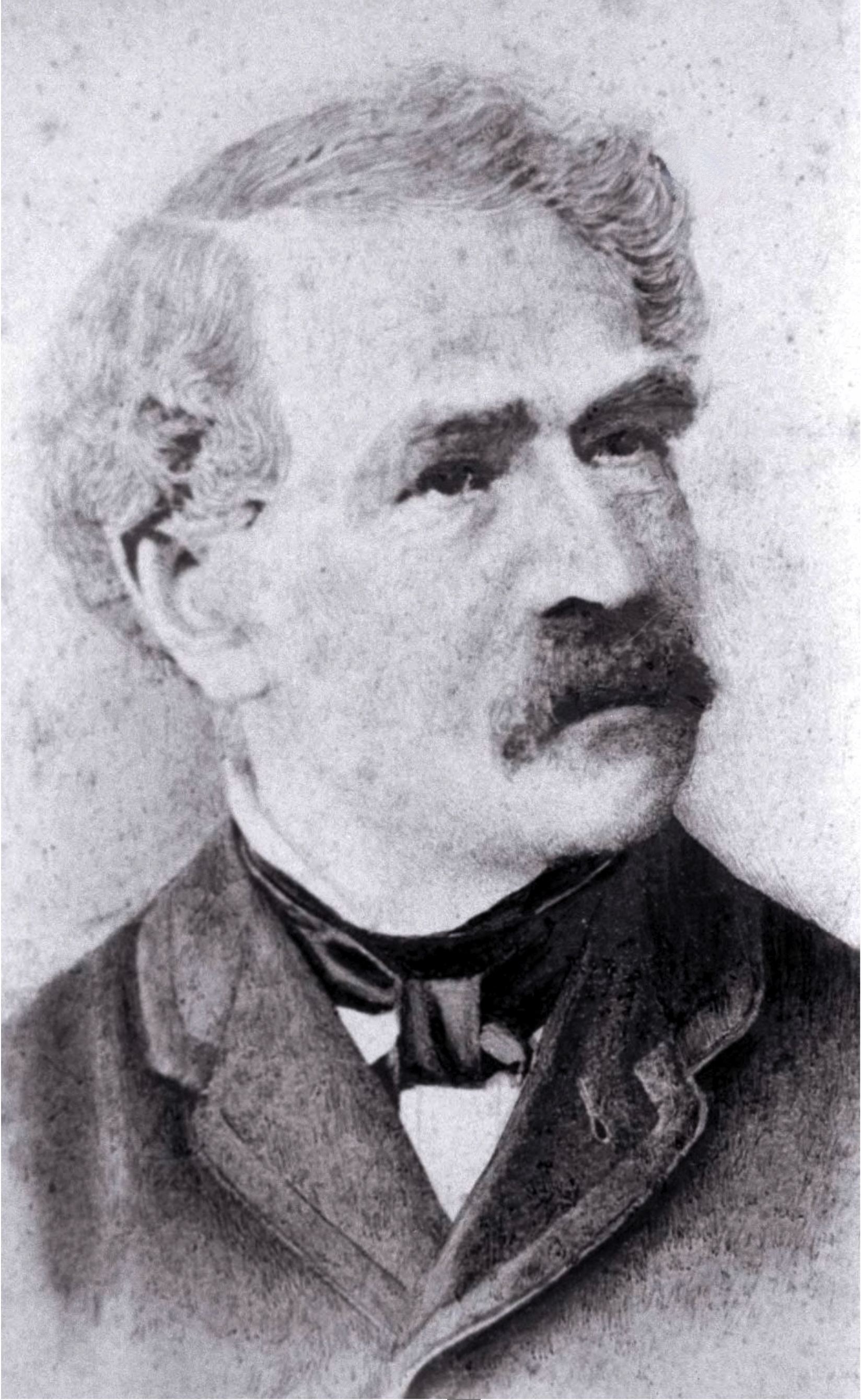
Porträt, ca. 1870

Philipp Würzburger (* 24. Mai 1812 in Bochum; † 9. November 1877 in Bochum) war ein deutscher Unternehmer, langjähriger Stadtverordneter und Vertreter der jüdischen Gemeinde in Bochum. Er war eine der bedeutenden Personen des Bochumer Judentums.

## Leben
Die Würzburger waren eine alteingesessene Bochumer Familie. Philipp Würzburger und drei seiner Brüder waren Kaufleute. Sein älterer Bruder, Abraham Würzburger, war Sanitätsrat. Dessen Tochter Amelie (genannt Nora), Würzburgers Nichte, heiratete den evangelischen Industriellen Heinrich Köhler, Generaldirektor der Westfälischen Stahlwerke, eine damals unübliche interkonfessionelle Ehe.
Philipp Würzburger war verheiratet mit Betty Würzburger, geborene Flechtheim (1816–1891). Sie hatten zwei Töchter und einen Sohn. Ihre Tochter Hermine, welche Louis Heine heiratete, war Pädagogin und Schulgründerin. Deren Tochter, Würzbürgers Enkelin, war die Pädagogin Toni Lessler.

## Wirken
Beruflich engagierte sich Würzburger über sein anfängliches Gewerbe als Gerber auch darüber hinaus in der boomenden Montanindustrie. Zusammen mit dem Mitbegründer der Gussstahlfabrik Bochumer Verein, Eduard Kühne, wurde die Zeche Vollmond erworben. Beide betrieben Ende der 1850er Jahre die Umwandlung der Besitzverhältnisse in eine Aktiengesellschaft. Aufgrund heftiger Kritik der späteren Aktionäre waren Würzburger und Kühne im Verwaltungsrat ab 1859 nicht mehr vertreten. Später war er einer der Muter (Antragsteller) für das Bleierzbergwerk Silberkuhle in Stiepel, welches am 4. November 1864 verliehen wurde.
Philipp Würzburger war langjähriger Stadtverordneter der Stadt Bochum. Er wurde erstmals 1847 in die Stadtverordnetenversammlung gewählt und war ab 1851 Stadtrat. Während seiner langen Amtszeit gehörte Würzburger vielen städtischen Kommissionen an und nahm so auf die Geschicke der Stadt und ihrer Entwicklung Einfluss. So war er an der Gründung der Industrie- und Handelskammer des Kreises Bochum maßgeblich beteiligt. Ferner war er Vorsitzender der Innungsprüfungskommission, hatte Positionen im Direktorium der Gasanstalt und der Wasserwerke und war der Vorsitzende Brandmeister der städtischen Feuerwehr.

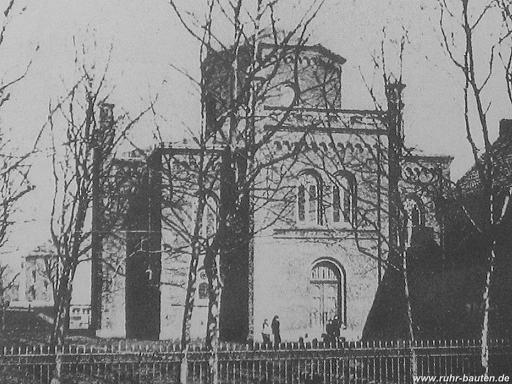
Alte Synagoge an der Wilhelmstraße

Nachdem die alte Synagoge für die wachsende Bevölkerung zu klein war, wurde es notwendig, ein neues Gotteshaus zu bauen. Als Vorsitzender der Jüdischen Gemeinde leitete Phillipp Würzburger den Neubau der Synagoge an der Wilhelmstraße (heute Huestraße). Die Bauzeit war von 1861 bis 1863. Zur Eröffnung fanden mehrtägige große Feierlichkeiten statt, an denen die Bevölkerung teilnahm, sowie der Magistrat und die Stadtverordneten. Bürgermeister Greve bezeichnete die neu eingeweihte Synagoge als „Zierden der Stadt“.
Seit 1870 war er als unbesoldeter Beigeordneter der zweite Mann im Magistrat, nach dem Bürgermeister Max Greve. Als Greve 1872 unerwartet verstarb, führte Würzburger etwa ein halbes Jahr lang die Geschäfte der Stadt Bochum. 1874 stellte die Stadt Bochum einen besoldeten Beigeordneten ein. Würzburger trat vom Amt des Beigeordneten zurück, um den Weg dafür freizumachen. Da man in der Stadtverwaltung nicht auf seine Dienste und die bewährte Kraft verzichten wollte, wurde eigens für ihn ein weiteres unbesoldetes Amt geschaffen.
Als Vorsitzender der Parkkommission setzte sich Würzburger vehement für die Schaffung des Stadtparks ein, trotz erheblicher Widerstände. Er hatte die Vision, einen Ausflugsort für die ärmere Arbeiterklasse zu schaffen, was ihm letztendlich auch gelang. Würzburgers Einsatz für den Stadtpark war besonders bemerkenswert, da zu jener Zeit Stimmen gab, die argumentierten, Bochum könne sich entweder Gas und Wasser oder den Stadtpark leisten, aber nicht beides. Trotz dieser Herausforderungen ließ sich Würzburger nicht entmutigen und verfolgte beharrlich sein Ziel, den Stadtpark zu realisieren. Leider erlebte er die Fertigstellung des Parks nicht mehr, da er in der Zeit der Fertigstellung verstarb. Ohne sein Engagement ist es unsicher, ob der Stadtpark Bochum existieren würde.

## Beisetzung und Grablage

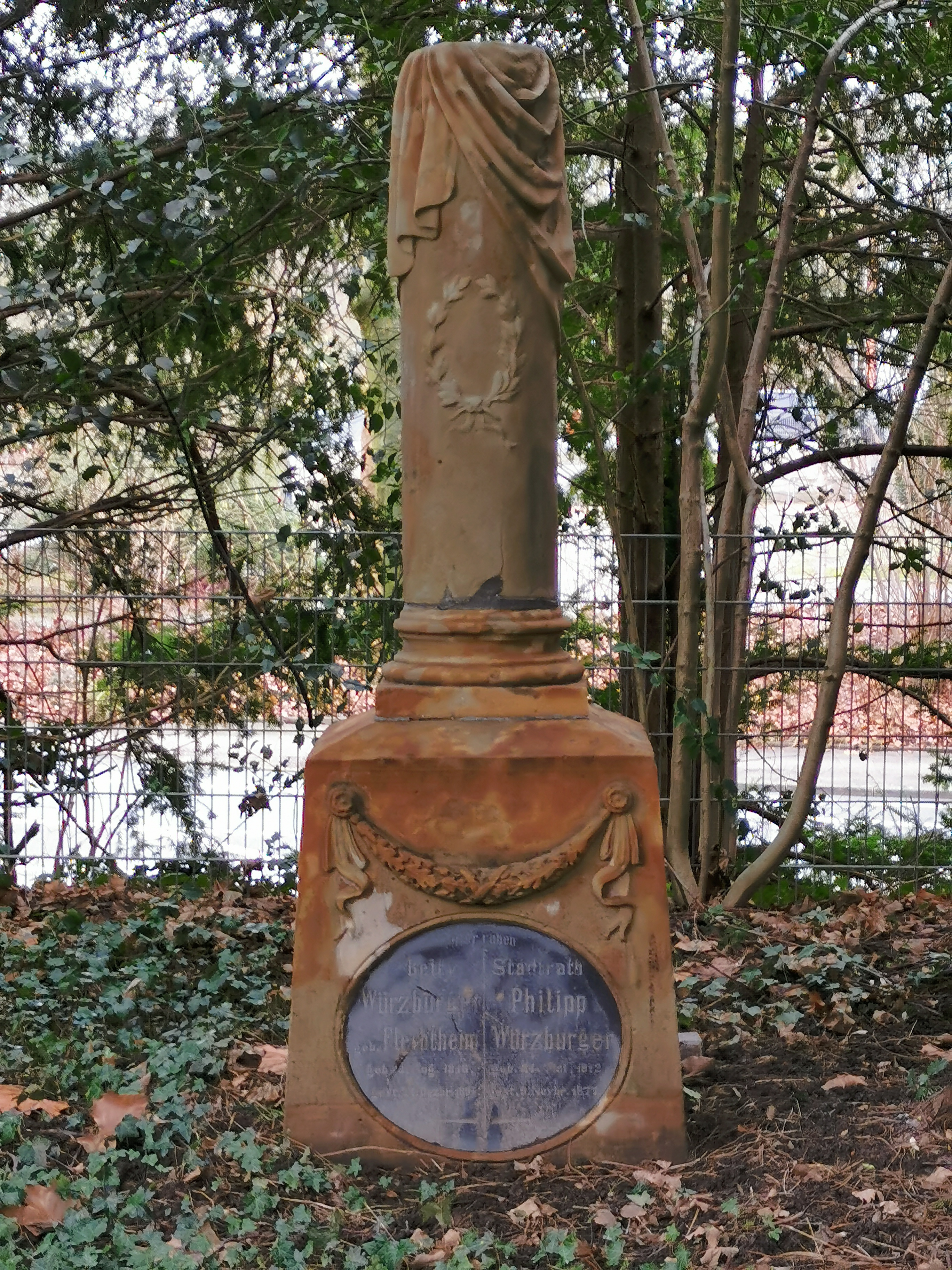
Grabmal der Eheleute Philipp und Betty Würzburger

Aufgrund seines Todesdatums muss Philipp Würzburger auf einem der jüdischen Friedhöfe am Lohberg begraben worden sein (heute Kortumpark). Die zwei alten Friedhöfe am Lohberg standen, wie auch andere Grabstätten des dort liegenden ehemaligen städtischen Friedhofs, dem Wiederaufbau im Weg. Durch den Neubau des Bochumer Hauptbahnhofs wurden neue Gleise auf Teilen der Fläche der Friedhöfe gelegt. Im Jahre 1954 wurden Gräber, welche nicht in der NS-Zeit verwüstet waren, zu dem Jüdischen Friedhof in Wiemelhausen umgebettet.
Hier befindet sich auch der Grabstein für ihn und seine Ehefrau in der Form einer Stele. Auf seinem Grabstein befindet sich eine hebräische Inschrift, welche beginnt mit den Worten: Hier ist begraben / ein Mann, weise und teuer, er wird gelobt in den Toren, / er saß bei den Ältesten unserer Stadt und befaßte sich mit den Bedürfnissten / der Allgemeinheit, mit ganzer Seele und von Herzen gern, es rühmen in / die Kinder seines Volkes (...)
Im Zuge der Instandhaltung und Sanierung des Stadtparks sind Mittel verfügbar, um die Grabstätte von Philipp Würzburger zu verbessern.

## Ehrung
- Für seine Verdienste, insbesondere für die Leitung der Stadt nach dem Tod von Max Greve, erhielt er den Kronenorden (4. Klasse) des preußischen Staates.[6]